# Myths and Heroes
Myths and Heroes je studiové album anglické skupiny Fairport Convention. Vydáno bylo v lednu 2015 společností Matty Grooves a jeho producentem byl, spolu se členy skupiny, také John Gale, který s kapelou spolupracoval i na jiných albech. Nahrávání alba bylo zahájeno v březnu 2014 a skončilo v listopadu téhož roku. Kromě kompaktního disku vyšlo album také ve speciální limitované edici na gramofonové desce (s pozměněným seznamem skladeb).

## Seznam skladeb
1. „Myths and Heroes“
2. „Clear Water“
3. „The Fylde Mountain Time / Roger Bucknall's Polka“
4. „Theodore's Song“
5. „Love at First Sight“
6. „John Condon“
7. „The Gallivant“
8. „The Man in the Water“
9. „Bring Me Back My Feathers“
10. „Grace and Favour“
11. „Weightless / The Gravity Reel“
12. „Home“
13. „Jonah's Oak“

## Obsazení
Fairport Convention
- Simon Nicol – zpěv, kytara
- Dave Pegg – zpěv, baskytara, basové ukulele, kontrabas, buzuku, mandolína, tenorové banjo
- Chris Leslie – zpěv, mandolína, buzuku, housle, banjo, keltská harfa, tenorová kytara, chromatická harmonika, píšťalka
- Ric Sanders – housle, klávesy, basové ukulele, ukulele
- Gerry Conway – bicí, perkuse

Ostatní hudebníci
- Matt Pegg – baskytara
- Joe Broughton – housle
- Paloma Trigas – housle
- Aria Trigas – housle
- Rob Spalton – trubka
- Jake Thornton – altsaxofon
- Benjamin Hill – altsaxofon
- Emma Jones – tenorsaxofon